# Ishigakia corpora
Ishigakia corpora är en stekelart som beskrevs av Wang 1983. Ishigakia corpora ingår i släktet Ishigakia och familjen brokparasitsteklar. Inga underarter finns listade i Catalogue of Life.